# 球体循環装置
球体循環装置 (英: sphere circulating apparatus ) は、阿久津一郎が発明し、2011年に特許を取得した、水を使用する動力装置である。雨水や湧き水を使っての発電機としての用途が考えられている。製品名はアクツ・エコ・サイクル。
なお特許料（年金）の不納により、2019年に特許権が消滅している。

## 概要
球体循環装置は、主に球体が水中を上昇する上昇室、球体が空中を落下する落下室、上昇室の上端および落下室の下端にそれぞれ水位の異なる水面を維持するための蓄水室から構成される。球体は合成樹脂性の中空のもので、金属球を内包する。この球体が水の浮力により上昇室中を上昇する。複数の球体が上昇管上端の水面付近に貯まると、下の球体の浮力により一番上の球体は水面から押し出され、落下室へと導かれて落下する。このとき、落下室の途中に羽根車等を設置することにより落下エネルギーを取り出すことができる。落下したのち、落下室下端の水面に突入した球体は下方向開閉弁箱により上昇室に再び導かれ、循環する。
外界から球体を循環させるためのエネルギーを供給しなくても、球体の循環が維持することができ、CO2などを一切発生させることなくエネルギーを取り出しつづけることができるが、落下室下端の水面に球体が突入する際、球体の体積分の水が溢れて流出するため、これを補充するために給水が必要である。

## 社会的反響
前提として、球体循環装置は日本国特許庁の審査を通過した発明品であり、特許庁の審査基準では自然法則に反する手段を含むものが発明とみなされることはない。しかし、この装置が「究極のエコ」「夢のエネルギー製造装置」として報道されると、一般にこれが永久機関であるという誤解が蔓延し、かつ誤解を招く記事であるとして記者への非難も殺到した。
前述したように、特許ではこの装置は外界からのエネルギー供給を必要とせずエネルギーを取り出すことができるとしているため、ここだけを読めば第一種永久機関を発明したという主張のように思えるが、水を供給する必要があることは特許にも明記されているし、記事でも語られている。この、供給された水の持つ位置エネルギーが浮力を介して球体に伝達され、そのエネルギーを羽根車等で取り出しているにすぎないので、この装置は第一種永久機関ではなく、エネルギー保存則を破っていない。